# Actisecidae
Actisecidae zijn een familie van mosdiertjes uit de orde Cheilostomatida en de klasse van de Gymnolaemata.

## Geslachten
- Actisecos Canu & Bassler, 1927